# 鼠捕りの男 (ヴォルフ)
『鼠捕りの男』（ねずみとりのおとこ、Der Rattenfänger）は、フーゴー・ヴォルフによるゲーテ歌曲集の第11曲。この詩による歌曲をシューベルトも作曲している（鼠捕りの男 (シューベルト) を参照）。タイトルは『鼠を捕る男』『鼠捕り』など、様々に訳されている。

## 概要
- 詩の題材となっているのは、いわゆる「ハーメルンの笛吹き男」の伝説である。
- ゲーテの詩は、この鼠捕り男（ゲーテの詩ではこの男は笛吹きではなく竪琴を持った歌手である）が、「私はよく知られた歌手にして、多くの町を股にかけて歩いている鼠捕りである。しかし、時には子供さらいにも娘さらいにも変わる」と歌う。
- シューベルトは、この詩にきわめて民謡的でのどかな有節歌曲を作曲したが、ヴォルフはこの詩の悪魔的なものを強調した、極めてデモーニッシュな曲をつけた。刺激的なII7の和音で始まる前奏には、狂気すらも漂っているようである。その後の展開もヴォルフらしく入念に作られており、結果としてヴォルフのゲーテ歌曲を代表する傑作の一つに仕上がった。

## 原詩全文
Der Rattenfänger